# Carl-William Hammar
Carl-William Hammar, född 6 december 1918 i Helsingfors, död 27 april 2006, var en finländsk-svensk målare. 
Han var son till Carl William Hammar och hans hustru Elsa och gift med Ulla Margareta Bergman. Hammar studerade vid Konstakademien i Helsingfors och Konstakademien i Stockholm. Bland hans offentliga arbeten märks en väggmålning i Hagalundssalen i Solna centrum. Hans konst består av stilleben, porträtt, landskap och stadsbilder. Hammar är representerad i Solna kommun och Sundbybergs kommun.